# Byggindustrihuset

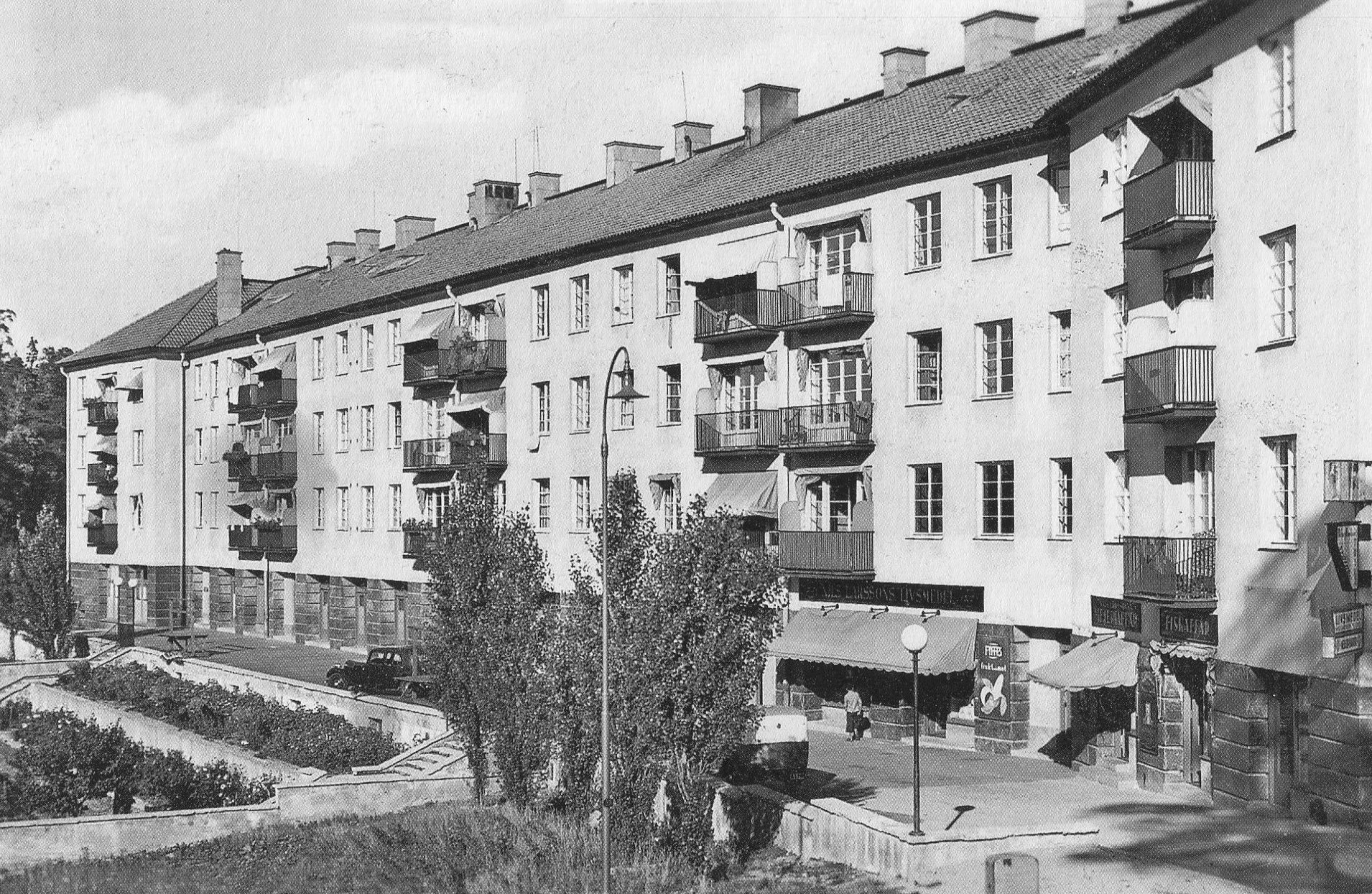
Byggindustrihuset på ett äldre vykort, fasad mot väst och gårdssidan.

Byggindustrihuset kallas en bostadsfastighet vid Badstrandsvägen 20-26 på Stora Essingen i Stockholm. Fastighetens båda bostadshus (Klädstrecket 24) uppfördes 1929 respektive 1930 efter ritningar av arkitekt Bertil Ringqvist och byggdes av Gösta Videgårds företag AB Byggindustri, därav namnet. Fastigheten är grönmärkt av Stadsmuseet i Stockholm vilket innebär ”att bebyggelsen har ett högt kulturhistoriskt värde och är särskilt värdefull från historisk, kulturhistorisk, miljömässig eller konstnärlig synpunkt”.

## Historik

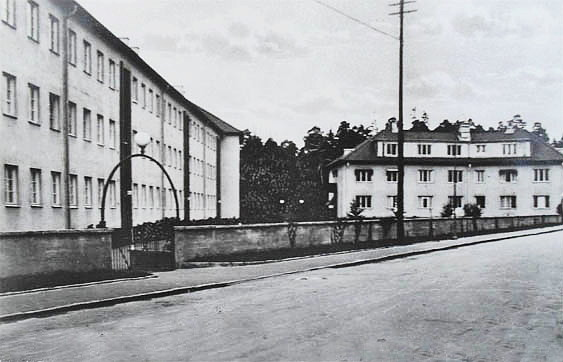
Byggindustrihuset på ett äldre vykort, fasad mot öst, Badstrandsvägen längst fram.

Byggindustrihuset var, när det stod inflyttningsklart 1929 Stora Essingens första flerbostadshus. Det rör sig om ett putsat trevåningshus med tre entréportar mot Badstrandsvägen och en något mindre flygelbyggnad med 2½ våningar och två entréportar mot Flottbrovägen. Den större byggnadsvolymen står inte parallellt med Badstrandsvägen utan vinklar något mot väster så att den tillsammans med flygelbyggnaden omsluter en innergård som begränsas av en låg mur mot Badstrandsvägen. Mot väster anslöt ursprungligen en terrasserad parkyta med fruktträd, bärbuskar och blommor. Idag är den delen en egen fastighet som på 1970-talet bebyggdes med radhus (arkitekt Malmquist & Skoogh).
Båda byggnaders arkitektur präglas av stram symmetri där trapphusens entréer och vädringsbalkonger bildar ett vertikalt avbrott i fasaden. De är indragna från fasadlivet och inramade av mörkgrå skiffer med kluven yta. Balkongerna anordnades på huvudlängans västsida. Här placerades även några butiker i bottenvåningen (numera ombyggda till bostäder). Den större byggnaden har obrutna sadeltak medan den mindre har vindslägenheter med långsträckt takkupa mot gården. Lägenhetsfördelningen var övervägande tvårummare i stora huset och trerummare i det mindre.
Fram till 2011 uppläts husens lägenheter som hyresrätter. Därefter förvärvades fastigheten av bostadsrättsföreningen Klädstrecket 24. Åren 2017-2018 ombyggdes husets affärslokaler till tio nya lägenheter. Idag innehåller Byggindustrihuset 84 lägenheter, av dem upplåts 81 som bostadsrätter. I gällande stadsplan är fastighetens båda byggnader q-märkta vilket betyder att ”byggnaden får ej rivas, exteriören får ej förvanskas och underhåll skall ske med ursprungliga material och metoder”.

## Nutida bilder

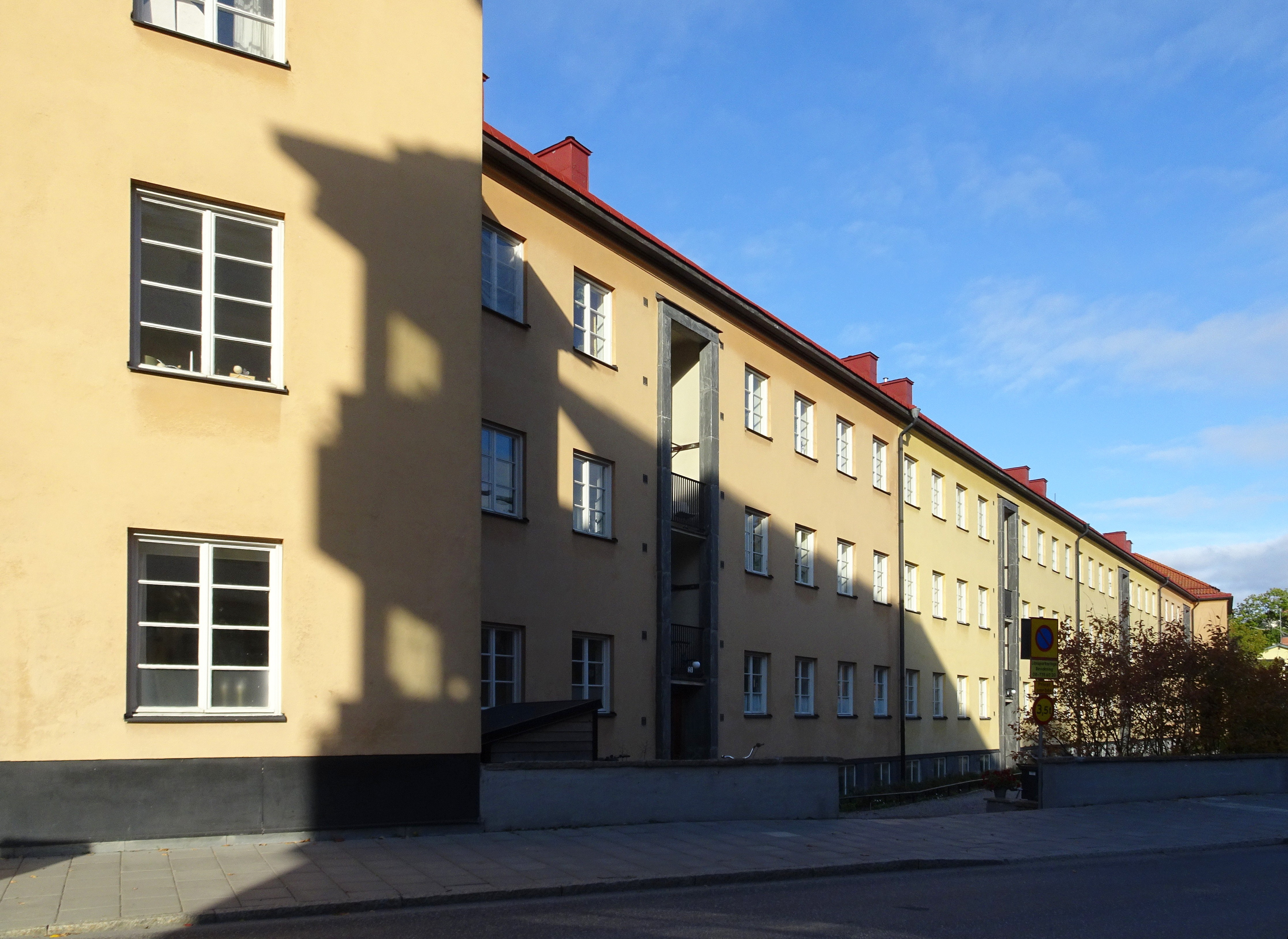
Stora huset, fasad mot Badstrandsvägen.
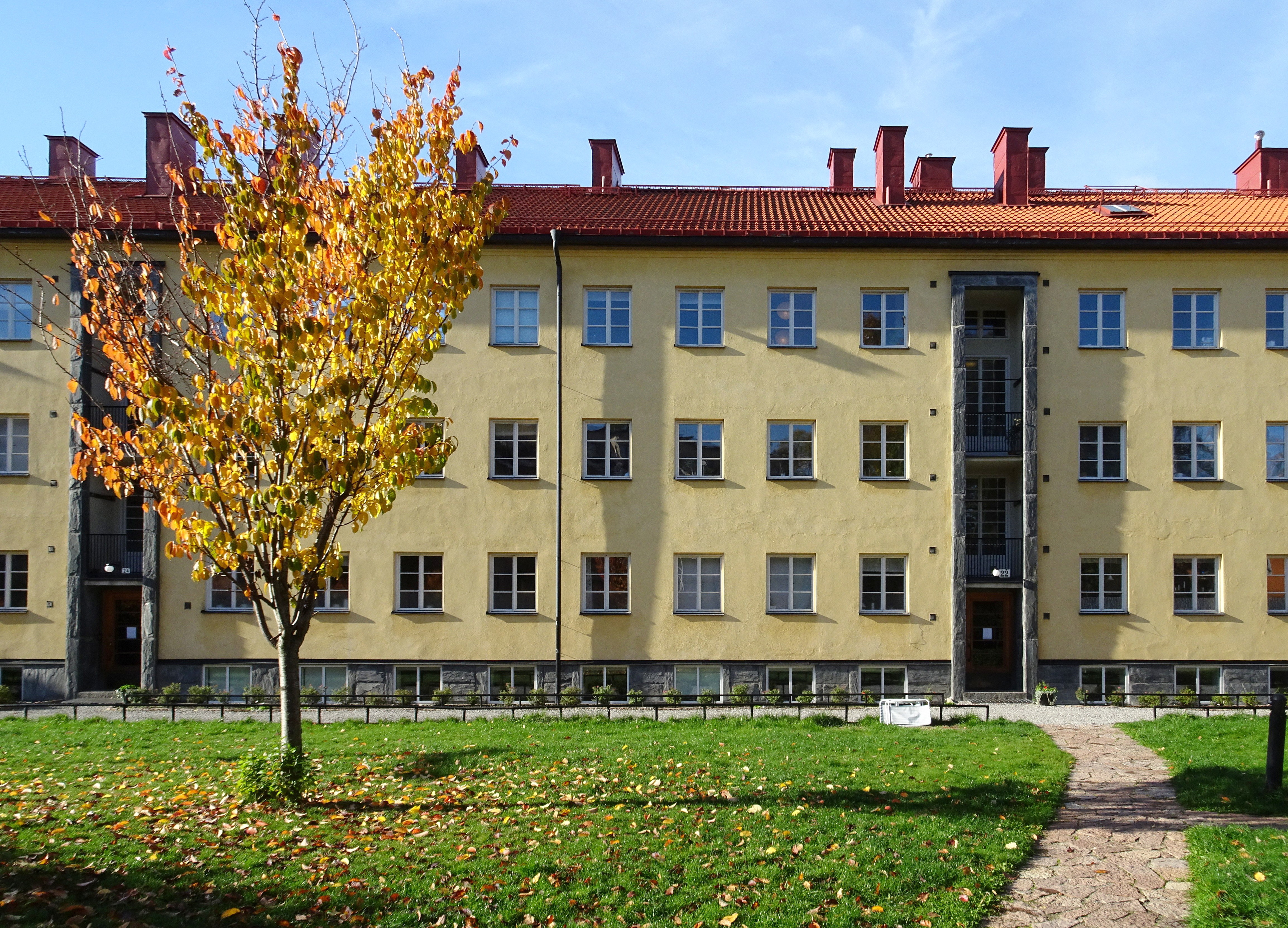
Stora huset, fasad mot Badstrandsvägen.
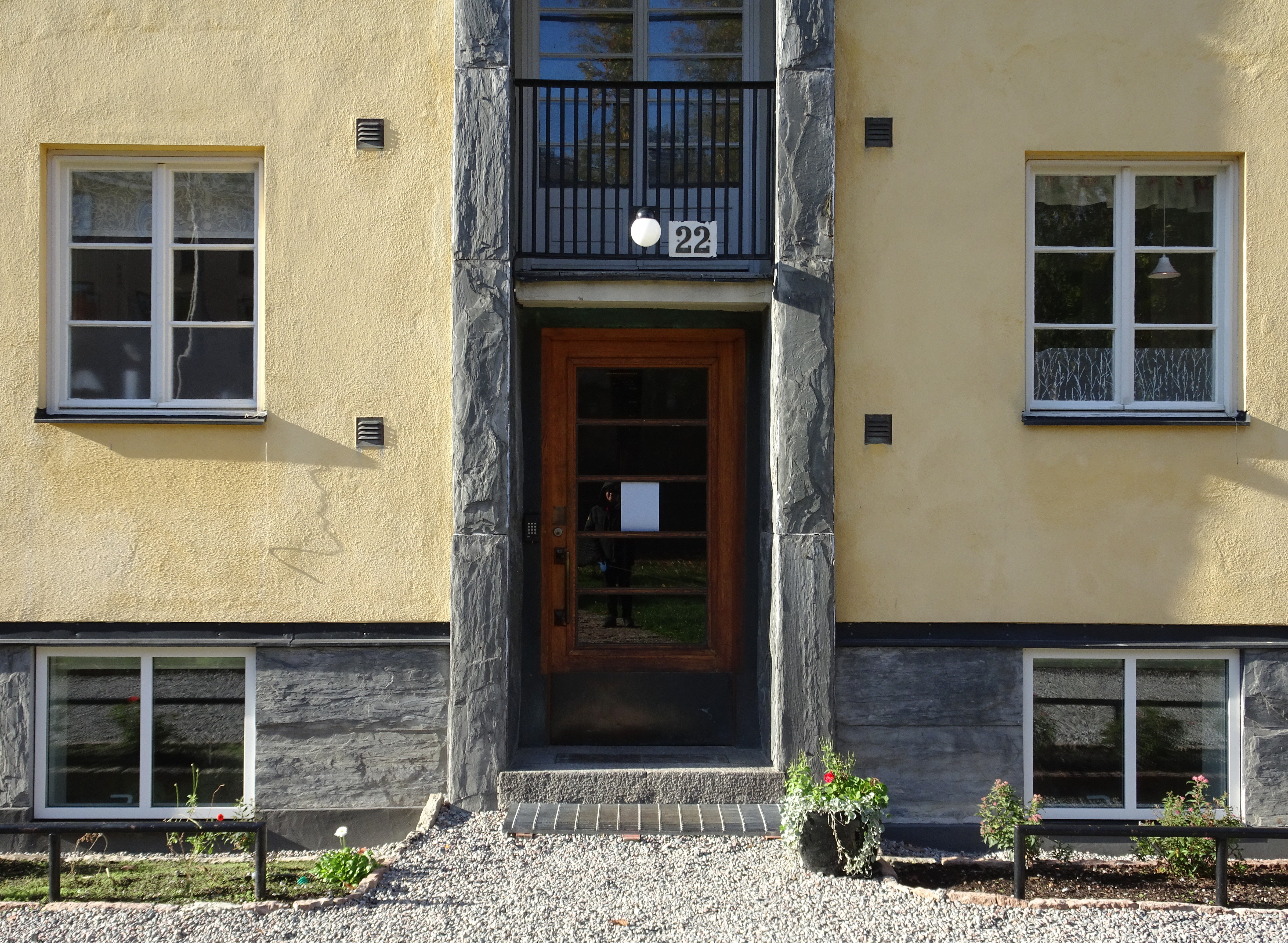
Entré nummer 22.
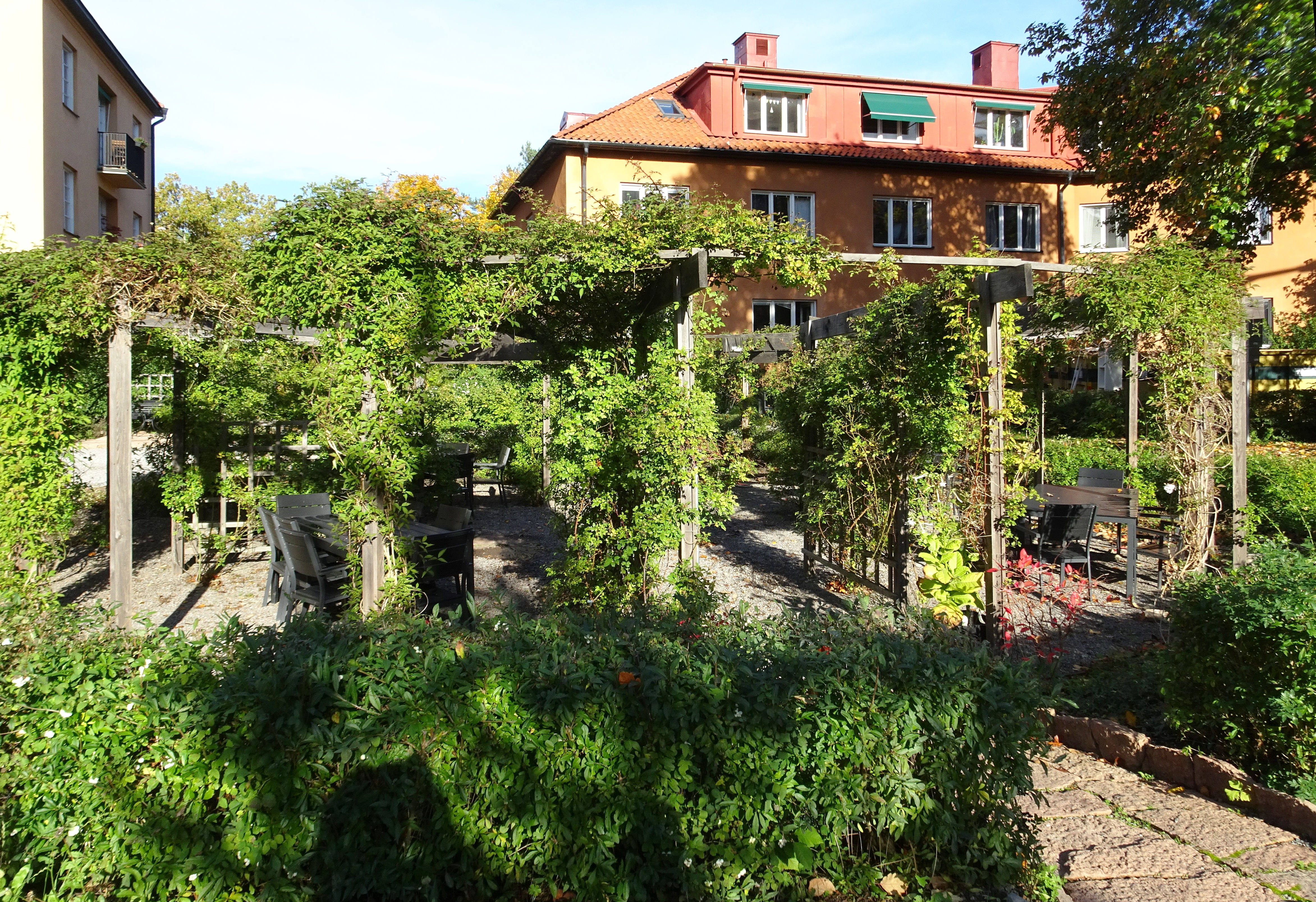
Gården med flygelbyggnaden i fonden.